# Hôtel de Launay
Ne doit pas être confondu avec Hôtel Launoy.
L'hôtel de Launay  est un hôtel particulier  situé dans le 4e arrondissement de Paris construit au début du XVIIe siècle inscrit Monument historique en 1995 .

## Histoire
L’hôtel construit au début du XVIIe siècle pour Daniel de Launay, conseiller du roi appartint en 1660  à Raymond Ardier maître de requêtes (frère de Paul II Ardier), puis, à partir de 1779, à Amelot, conseiller au Parlement qui le quitta pour émigrer vers 1792. L’hôtel confisqué servit de maison d’arrêt en 1793. Il est utilisé à partir de 1886 par une entreprise de robinetterie, rénové  et transformé en logements à partir de 1990.

## Description
La façade du corps de logis sur rue comprend 2 étages surmontés par une corniche à modillons. Le portail est surmonté d'un fronton à base interrompue  par une clé passante en pointe de diamant. Les fenêtres des étages sont également surmontées de frontons sur le même motif.
L’aile droite sur cour était réservée aux communs, l’aile gauche, desservie par un  escalier en ferronnerie, à l’habitation.